# Dag (nome)
Dag  è un nome proprio di persona danese, svedese e norvegese maschile.

## Varianti
- Femminili
  - Svedese: Daga[3]

### Varianti in altre lingue
- Islandese: Dagur[1]
- Norreno: Dagr[1]

## Origine e diffusione
Deriva dal termine norreno dagr, che significa "giorno"; questo elemento risale ad una radice comune a diversi altri nomi, quali Dagoberto, Dagny, Dagfinn e Dagmar.

## Onomastico
Il nome è adespota, non essendo portato da alcun santo, quindi l'onomastico ricade il 1º novembre, giorno di Ognissanti.

## Persone

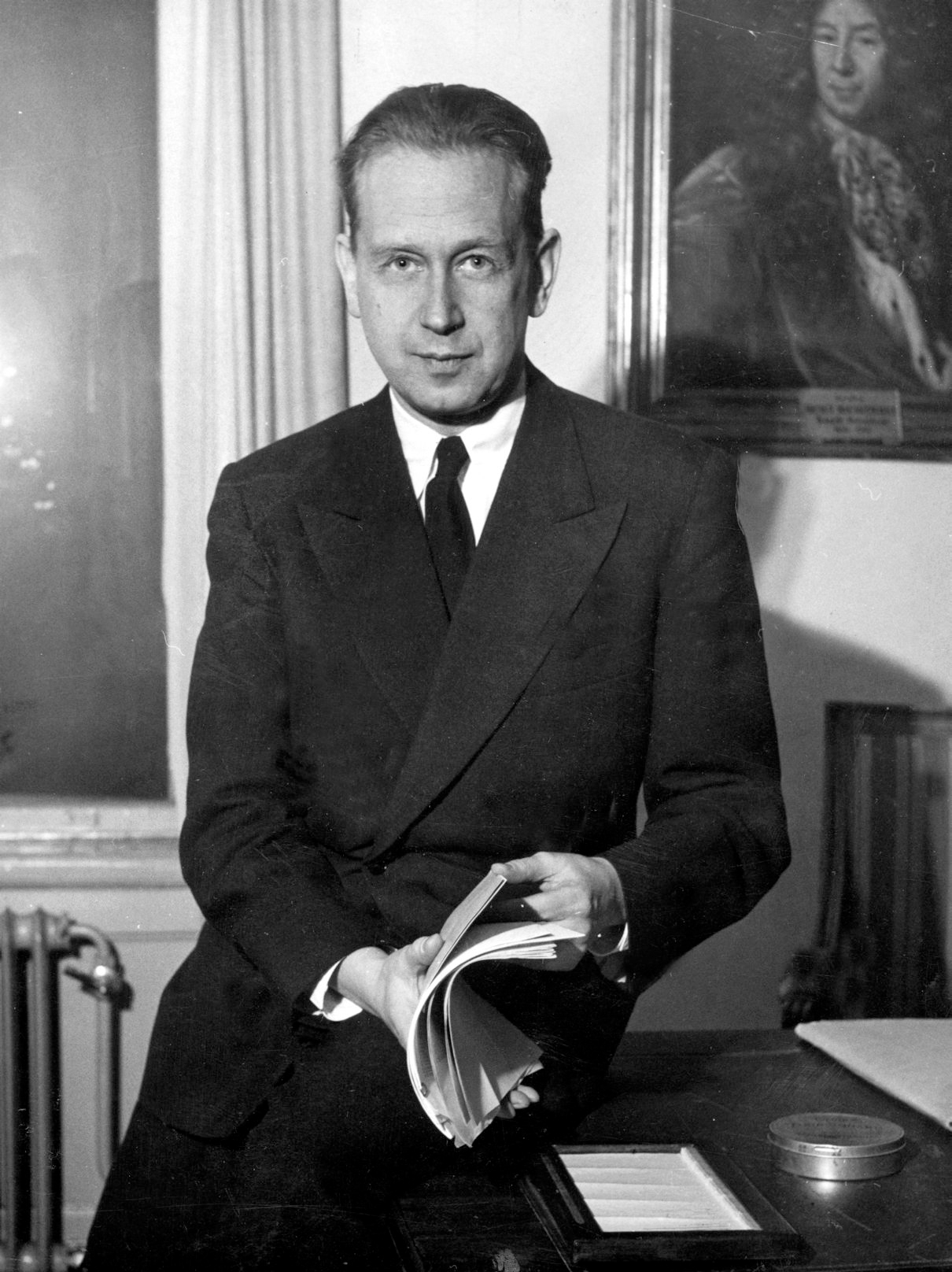
Dag Hammarskjöld

- Dag il saggio, leggendario re di Svezia
- Dag Øistein Endsjø, storico delle religioni norvegese
- Dag Hammarskjöld, diplomatico, economista, scrittore e pubblico funzionario svedese
- Dag Fornæss, pattinatore di velocità su ghiaccio e calciatore norvegese
- Dag Norberg, linguista, filologo e latinista svedese
- Dag Roar Ørsal, calciatore norvegese
- Dag Prawitz, matematico e filosofo svedese
- Dag Riisnæs, calciatore norvegese
- Dag Solstad, scrittore norvegese
- Dag Ole Thomassen, calciatore norvegese

### Variante Dagur
- Dagur Kári, regista e musicista islandese

## Toponimi
- Dag è un cratere nel Lacus Felicitatis, uno dei mari della Luna.